# Anton Johann Krocker
Anton Johann Krocker (ur. w 1744 w Szonowie, zm. w 1823 we Wrocławiu) – niemiecki lekarz i botanik.
Był synem kupca zbożowego. Uczył się w Głubczycach, w tamtejszym gimnazjum prowadzonym przez Franciszkanów, później w kolegium jezuickim w Ołomuńcu, a następnie w szkole pijarskiej w Lipniku. W 1763 r. zaczął uczyć się medycyny u jednego z wrocławskich lekarzy, pracujących w tamtejszym szpitalu bonifratrów i kontynuował u niego naukę do 1766. Od tego roku, do 1769, studiował medycynę w Wiedniu u de Haena oraz van Swietena. W 1769 powrócił do Wrocławia i podjął pracę jako lekarz. W późniejszym okresie został dziekanem wrocławskiego Collegium medicum et sanitatis  .
Oprócz studiów medycznych żywo interesował się botaniką, badając florę na Śląsku i zbierając stąd okazy do swoich zielników  . Specjalizował się w badaniach roślin nasiennych. Wyniki badań florystycznych opublikował w latach 1787–1823 w pięciu tomach we Wrocławiu   pod tytułem Flora Silesiaca: renovata, emendata, continens plantas Silesiae indigenas, de novo descriptas, ultra nongentas, circa mille auctas...
Opisał 116 nowych taksonów roślin. Krocker został upamiętniony  przez Noëla M.J. de Neckera w 1790 roku w nazwie rodzaju Krockeria, która współcześnie stanowi synonim rodzaju Xylopia z rodziny flaszowcowatych.